# Dörl
Dörl ist ein Ortsteil der Gemeinde Lindlar im Oberbergischen Kreis in Nordrhein-Westfalen.

## Lage und Beschreibung
Der Ortsteil ist heute baulich mit der Nachbarortschaft Linde verwachsen. Er liegt etwa fünf Kilometer westlich von Lindlar und ist über die Kreisstraße 29 zu erreichen. Nachbarortschaften sind Müllersommer und Unterkotten.

## Geschichte
1523 wurde der Ort erstmals urkundlich in Kirchenrechnungen erwähnt. Die Schreibweise der Erstnennung war Dorel.
Die Topographia Ducatus Montani des Erich Philipp Ploennies, Blatt Amt Steinbach, belegt, dass der Wohnplatz bereits 1715 eine Hofstelle besaß, die als Döll beschriftet ist. Aus der Charte des Herzogthums Berg 1789 des Carl Friedrich von Wiebeking geht hervor, dass der Ort zu dieser Zeit Teil der Honschaft Ommer im Unteren Kirchspiel Lindlar war.
Der Ort ist auf der Topographischen Aufnahme der Rheinlande von 1825 als Döhr verzeichnet. Die Preußische Uraufnahme von 1840 zeigt den Wohnplatz unter dem Namen Dörl. Ab der Preußischen Neuaufnahme von 1894/96 ist der Ort auf Messtischblättern regelmäßig als Dörl verzeichnet.
1822 lebten fünf Menschen im als Haus kategorisierten Ort, der nach dem Zusammenbruch der napoleonischen Administration und deren Ablösung zur Bürgermeisterei Lindlar im Kreis Wipperfürth gehörte. Für das Jahr 1830 werden für den als Dörl bezeichneten Ort zusammen mit Berghäuschen, Eremitage, Falkenhof, der hintere Falkenhof, Clause und Frauenhaus 57 Einwohner angegeben. Der 1845 laut der Uebersicht des Regierungs-Bezirks Cöln als isoliertes Haus kategorisierte Ort besaß zu dieser Zeit ein Wohngebäude mit acht Einwohnern. Die Gemeinde- und Gutbezirksstatistik der Rheinprovinz führt Dörl 1871 mit zwei Wohnhäusern und elf Einwohnern auf. Im Gemeindelexikon für die Provinz Rheinland von 1888 werden für Dörl zwei Wohnhäuser mit 15 Einwohnern angegeben. 1895 besitzt der Ort zwei Wohnhäuser mit acht Einwohnern und gehörte konfessionell zum katholischen Kirchspiel Linde, 1905 werden ebenfalls zwei Wohnhäuser und acht Einwohner angegeben.